# Johovica (Velika Kladuša)
Johovica községközpont Bosznia-Hercegovinában, a Bosznia-hercegovinai Föderáció Una-Szanai kantonjában.

## Fekvése
Bosznia-Hercegovina északnyugati részén, Bihácstól légvonalban 31, közúton 39 km-re északra, Velika Kladušától légvonalban 10, közúton 17 km-re délre, horvát határ mellett fekszik.

## Népessége
| Nemzetiségi csoport | Népesség 1991 | Népesség 2013 |
| ------------------- | ------------- | ------------- |
| Szerb               | 2             | 0             |
| Bosnyák             | 634           | 450           |
| Horvát              | 23            | 11            |
| Jugoszláv           | 0             | 0             |
| Egyéb               | 5             | 54            |
| Összesen            | 664           | 515           |

## Története
A település már a középkorban létezett, középkori templomának helyét a neves bosnyák régész, Branka Raunig azonosította.
A johovicai gyülekezet a Velika Kladuša-i majlis egyik fiatalabb gyülekezete. A jelenlegi mecset alapozási munkálatai 1990 májusában kezdődtek, amikor R. Hanča Bajrektarević felszentelte a területet. A hivatalos megnyitót 1997. október 4-én tartották. Ez a gyülekezet az egyik legkisebb gyülekezet a MIZ VK területén, mindössze 150 háztartással rendelkezik. Minden munkát, amelyet ebben a gyülekezetben végeztek, kizárólag ennek a gyülekezetnek a tagjai végezték. A johovicai gyülekezetben imámként és muallimként a szolgálatot 2015 óta Belma Agić efendi látja el.

## Oktatás
A PŠ Johovica területi iskola épülete 1924-ben épült négyosztályos iskolaként. A boszniai háború alatt az épületet teljesen lerombolták. A háború után rekonstrukciós és beruházás-fenntartási költségvetési forrásokból teljesen új létesítmény épült, így a Johovica Területi Iskola tanulói az új épületben tanulhatnak.

## Nevezetességei
- A falu mecsete 1990 és 1997 között épült. A mecset mérete 14x8 m, a minaret magassága pedig 31 m. A minaret két toronnyal épült.[4]

- A Crkvina nevű helyen valószínűleg a falu középkori templomának alapja rejtőzik a föld alatt. Mára felszíni nyoma nem maradt. A lelőhelyet Branka Raunig azonosította.[6]